# Željko Sopić
Željko Sopić (* 24. Juli 1974 in Zagreb) ist ein ehemaliger kroatischer Fußballspieler.

## Karriere
In seinem ersten Jahr als Profi spielte Željko Sopić bei NK Zagreb. 1998 wechselte er nach Deutschland in die Bundesliga zu Borussia Mönchengladbach. In seiner ersten Saison, 1998/99 bei der Borussia stieg das Team als Tabellenletzter in die zweite Liga ab. In der anschließenden Spielzeit 1999/2000 wurde der angepeilte Wiederaufstieg verfehlt. Sopić wechselte er zum Ligarivalen LR Ahlen. In Ahlen blieb er bis 2005, zwischenzeitlich gab er 2002 ein Gastspiel bei Hapoel Petah Tikva. Nach seiner Zeit in Ahlen kehrte er nach Kroatien zurück und spielte noch für NK Zagreb, NK Slaven Belupo Koprivnica und Lokomotiva Zagreb. 2011 beendete er seine Karriere.

## Trainerkarriere
Nachdem der bisherige Cheftrainer von Dinamo Zagreb, Zlatko Kranjčar, nach einer Niederlagenserie zurückgetreten war, übernahm Sopić für wenige Wochen interimistisch den Trainerposten. Am 29. September 2016 wurde der bisherige bulgarische Nationaltrainer Ivaylo Petev Cheftrainer. Am 23. August 2023 übernahm er das Amt des Cheftrainers beim kroatischen Erstligisten HNK Rijeka.